# Melojar de la Sierra de San Vicente
El melojar de la Sierra de San Vicente es un bosque de roble melojo situado en la Sierra de San Vicente, al noroeste de la provincia de Toledo en España.

## Descripción
Tomando la carretera que sube desde Navamorcuende hasta lo más alto de la sierra se encuentra un melojar de gran extensión. Aunque por su altitud la sierra se encuadra dentro del dominio potencial del roble melojo, en determinadas zonas, pero sobre todo en la vertiente este, se encuentran multitud de castaños, algunos de más de 600 años, y con troncos que superan los 2 m de diámetro.
Dentro de este melojar existen árboles cuyos diámetros de tronco miden de 15 a 20 cm, acompañados de unos pocos ejemplares dispersos con troncos muy desarrollados. En el paraje denominado «El Piélago», se encuentran junto a la carretera varios de estos ejemplares de 1,50-1,70 m de diámetro, y en la espesura, se han medido otros que rozan los 2 metros. Algunos de estos árboles singulares poseen ramas que en proporción resultan muy pequeñas, debido a que han sido podadas repetidas veces. En el terreno también hay presencia de alguna encina, quejigos, majuelos y fresnos.